# Colonie d'Anseremme
La Colonie d’Anseremme est un groupe d'artistes belges qui se réunissent au XIXe siècle dans le village pittoresque d'Anseremme, en bord de Meuse, au sud de Dinant. Par extension, le nom s'applique aussi au genre de peinture de la seconde moitié du xixe et du début du xxe siècle, qui représente des coins pittoresques d'Anseremme, au confluent de la Lesse et de la Meuse, et des alentours. 

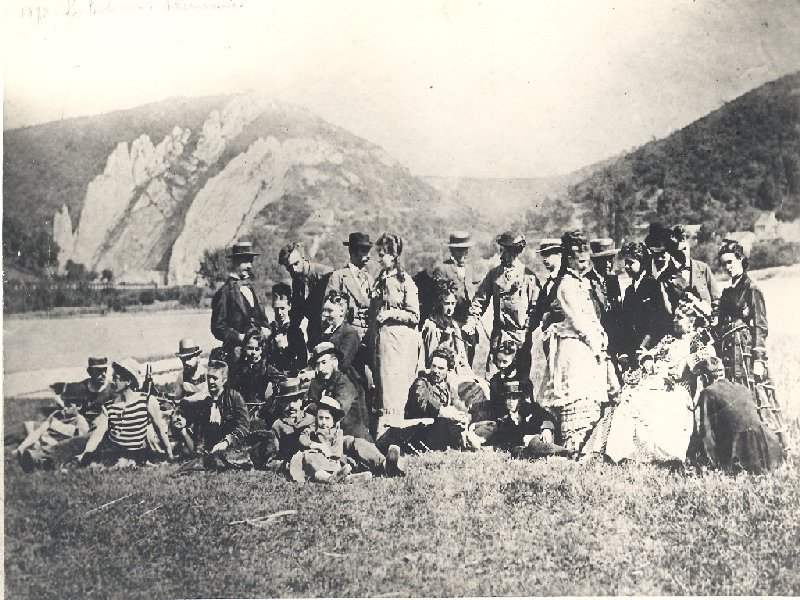
La Colonie d'Anseremme en 1872 : l'homme couché à l'avant-plan, sans chapeau, est Charles Hermans, entouré par ses amis Julien Dillens, Félicien Rops et, derrière lui, Caroline Dandoy, la sœur de l'écrivain Charles de Coster.

## Caractéristiques
Il ne s'agit pas d'une association officielle d'artistes. Aucun lien structurel ne lie ces artistes, si ce n'est pas la passion pour l'art et les jeux nautiques. Anseremme devient un lieu d'échange et d’émulation entre écrivains et peintres autour de la notion d’art.

## Histoire

### Origines
L'épicentre du groupe est l'auberge Au Repos des Artistes. C'est le peintre Hippolyte Boulenger qui découvre, vers 1870, ce petit estaminet qui devient progressivement le rendez-vous d'artistes, rejoints par des aquarellistes amateurs et de simples vacanciers, tenue par le forgeron Auguste Boussingault et sa sœur Eugénie, assistés par Adèle leur servante. Bientôt, un petit musée informel présente sur les murs de la salle à manger une pléthore de tableaux, d'esquisses ou d'études des artistes de passage. L'enseigne et les portes de l'établissement sont également décorées par des clients de l'auberge,.

### Membres
La composition informelle du groupe change d'été en été. Parmi les artistes considérés comme membres de la Colonie d'Anseremme, on compte : Louis Artan, Alphonse Asselbergs, Édouard Huberti, Théodore Baron, Henri Cassiers, Joseph Coosemans, Joseph Quinaux, Pierre Thévenet, Eugène Verdyen, Maurice Hagemans, Félicien Rops, François Binjé, Périclès Pantazis, Victor Fontaine, Jean-François Taelemans, Adrien-Joseph Heymans, Charles Hermans, Jules Raeymaekers, Henri Pieron, etc….
Des écrivains font également partie du groupe : Charles De Coster, Eugène Demolder, Maurice des Ombiaux, Léon Dommartin, Camille Lemonnier, Théodore Hannon (qui était aussi peintre), Max Waller, etc…

### Évolution
Après la construction d'une écluse, le site perd progressivement de son charme. Le lieu est agrandi en 1887 et s'adjoint des bains, dirigés par Auguste Boussingault, sur une petite île des environs, accueillant des touristes de nouveaux établissements hôteliers ouverts dans les environs. Le lieu devient le rendez-vous de pêcheurs à la ligne et de touristes britanniques, reléguant l'art au second plan à la fin des années 1880 Le groupe de délite vers 1900. Lorsqu'en 1913, le critique d'art Sander Pierron retourne au Repos des artistes, toujours tenu par Auguste Boussingault, il constate que la salle-à-manger de l'auberge et certaines chambres ont conservé les tableaux de maints artistes comme un paysage de Théodore Hannon, Verger sous la neige de Maurice Hagemans, Dame en bleu de Charles Hermans, Vieille femme en bonnet blanc de Périclès Pantazis, ou encore Hiver en Meuse de Jean-François Taelemans.